# Administración de la Deuda Pública Otomana

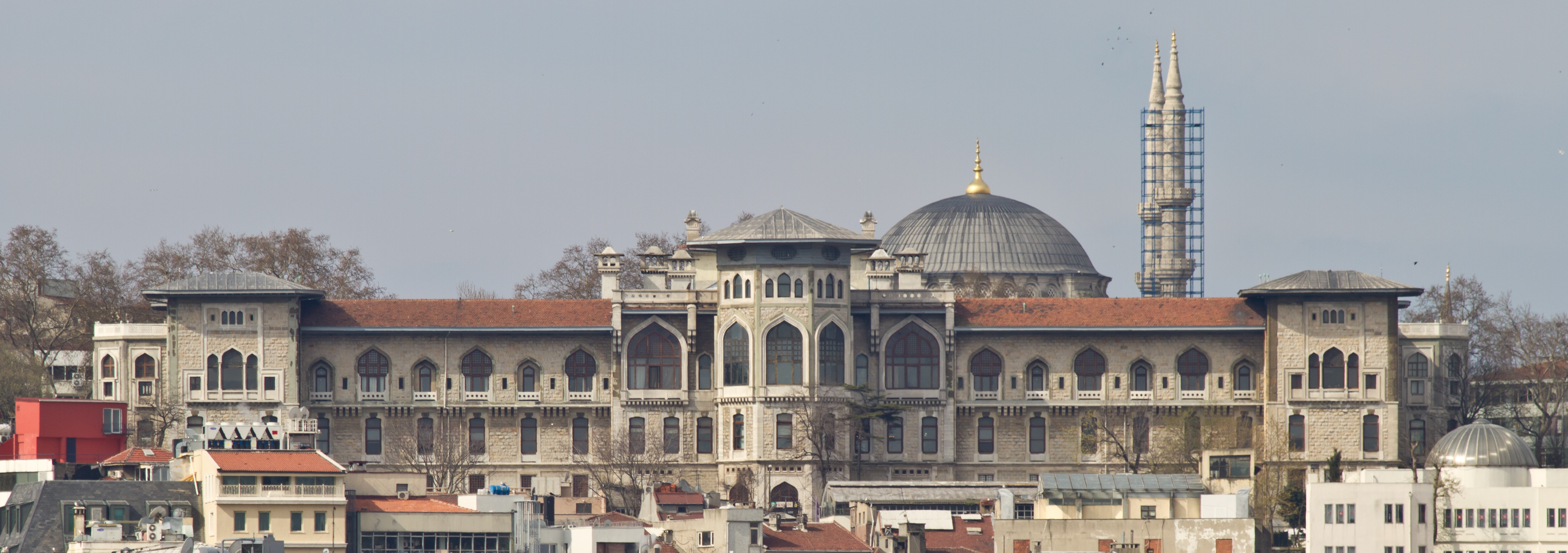
Antigua sede de la Administración de la Deuda Pública Otomana en Estambul.

La Administración de la Deuda Pública Otomana (francés: Administration de la Dette Publique Ottomane; turco: Düyûn-ı Umûmiyye-i Osmâniyye İdare Meclisi) fue una organización establecida por el sultán Abdul Hamid II según el Decreto de Muharram de 20 de diciembre de 1881 y controlada por las potencias europeas, cuyo objeto era recaudar, mediante impuestos, los fondos necesarios para que el Imperio otomano pudiera pagar sus deudas a diversas compañías y bancos de Europa Occidental.
Su sede central en Constantinopla, construida por Alexander Vallaury y Raimondo D'Aronco en 1890, acoge actualmente el İstanbul Lisesi.

## Historia
Los problemas de la deuda pública otomana se remontaban a la Guerra de Crimea y las deudas que contrajo el Imperio en 1855 para poder hacer frente a los rusos, siendo ésta la primera vez en su historia que el Imperio otomano pedía préstamos de dinero al extranjero. Hasta entonces la corte otomana recurría a ricos prestamistas que eran súbditos del sultán (árabes, judíos, griegos, o armenios) para obtener fondos, pero las crisis económicas de inicios del siglo XIX habían mermado el patrimonio de tales prestamistas y se hacía cada vez más difícil recurrir a ellos. 
El empréstito de 1855, donde participaron bancos de Gran Bretaña, trajo graves consecuencias a las finanzas otomanas. Los crecientes gastos de la corte del sultán, así como el mantenimiento de la administración y las fuerzas armadas del Imperio, causaron que la deuda pública otomana aumentara con el paso de los años, mientras que la depresión económica del Imperio hacía que la recaudación de tributos fuera cada vez menos eficiente, provocando un déficit en el tesoro otomano. Este déficit era financiado con más empréstitos extranjeros, mediante contratos que daban grandes ventajas a los acreedores, especialmente bancos británicos y franceses. 
En 1875 el valor nominal de la deuda otomana era de 200 millones de libras esterlinas, con un interés anual y unos pagos de amortización de 12 millones de £., suma equivalente a más de la mitad de los ingresos de la hacienda imperial. El estallido de la Guerra Ruso-Turca (1877-1878) no hizo sino agravar la situación financiera otomana.
La Sublime Puerta renegoció su deuda con la banca extranjera y se acordó la condonación de una parte de la misma, que se redujo de 191.000.000 £ a 106.000.000 £, pero estableciéndose a cambio la 'OPDA para que los acreedores foráneos pudieran asegurar los pagos. La OPDA, basada en el antiguo sistema de capitulaciones (Ahidnâme) otorgadas por el Imperio Otomano, constituía un vasto aparato burocrático dirigido exclusivamente por los acreedores extranjeros (especialmente grandes bancos británicos, franceses, y alemanes) que operaba prácticamente independiente dentro de la propia burocracia otomana. 
Así la OPDA llegó a emplear a 5.000 funcionarios -serían 9.000 en sus últimos años- que recaudaban todos los impuestos sobre el timbre oficial, licores, recursos pesqueros, la industria de la seda y los monopolios gubernamentales de la sal y el tabaco, así como recaudaban los tributos procedentes de la Bulgaria turca, Chipre y Rumelia Oriental, siendo que tales fondos eran destinados en exclusiva al pago de la deuda externa.
La OPDA desempeñó un importante papel en los asuntos financieros otomanos, sirviendo además como intermediaria para los inversionistas europeos en el Imperio. En 1900 la OPDA financiaba numerosos ferrocarriles y otras industrias, siendo que la economía otomana quedaba dominada por capitales foráneos. 
El establecimiento de la OPDA restauró el crédito de las finanzas otomanas, aunque los nacionalistas otomanos resentían la visible pérdida de independencia del Imperio, que cedía su recaudación tributaria (y el control económico de ricos territorios) a bancos foráneos, mientras los acreedores extranjeros ganaban más poder e influencia sobre la corte imperial, siempre endeudada y urgida de dinero. Sin embargo, el gobierno del sultán Abdul Hamid II no cejó en su irresponsabilidad financiera, derrochando ingentes sumas, por ejemplo, en la construcción y ampliación de sus suntuosos palacios, como los de Dolmabahçe y Yildiz. Entre 1886 y 1914, el gobierno otomano solicitó 23 préstamos a bancos extranjeros por un importe total de 150 millones de £. En esta última fecha la deuda ascendía a 140 millones, en torno al 60% de los ingresos, siendo que la jefatura de la OPDA ya comprendía acreedores italianos, austriacos, neerlandeses y otomanos.
Tras la caída del Sultanato y el Califato tras la Primera Guerra Mundial, y el establecimiento de la República de Turquía, en 1929 se acordó que el nuevo Estado sólo pagaría el 67% de la deuda, 107'5 millones de £.